# فريدريك أكيل
فريدريش كارل أكيل (بالإستونية: Friedrich Karl Akel)، هو سياسي إستوني، من مواليد 5 سبتمبر 1871، وأُعدم بتاريخ 3 يوليو 1941 في مدينة تالين التابعة للاتحاد السوفيتي، حيث كان سفيراً لعدة دُول ودبلوماسياً، وشغل منصب رئيس إستونيا السوفيتية.